# Zanjan e Tarom (circoscrizione elettorale)
La Circoscrizione di Zanjan e Tarom è un collegio elettorale iraniano istituito per l'elezione dell'Assemblea consultiva islamica. 

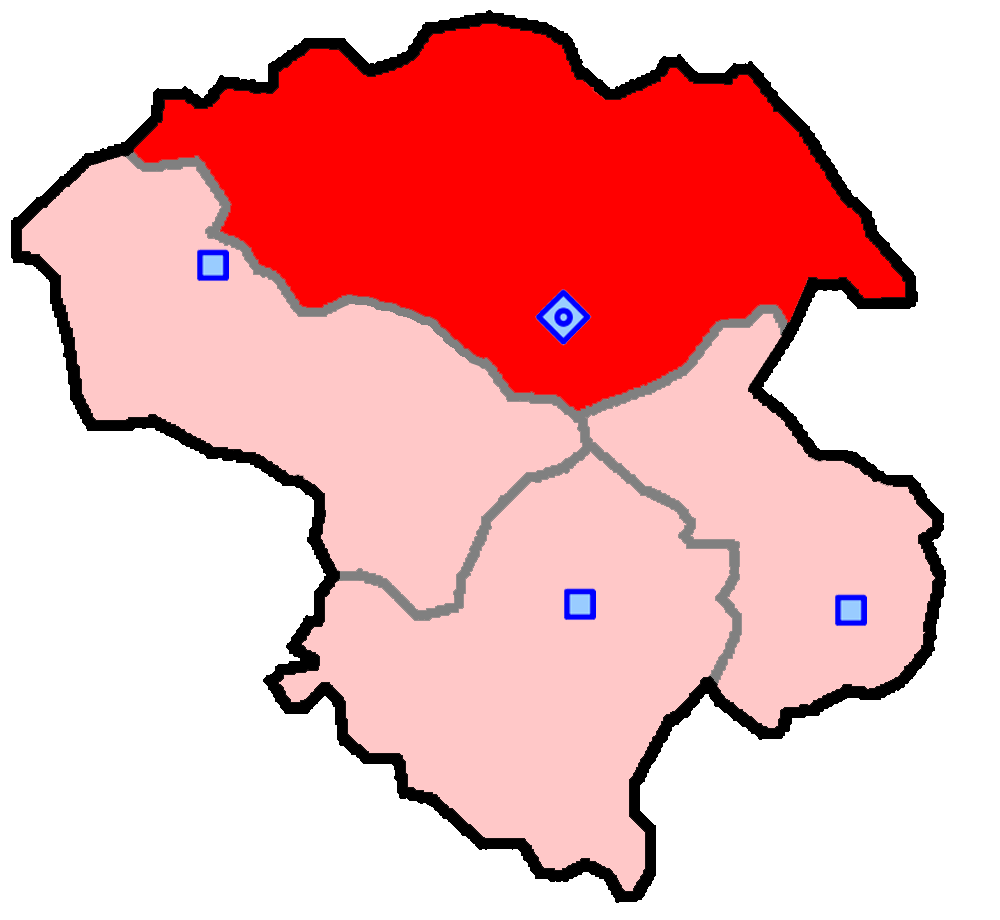
La circoscrizione di Zanjan e Tarom, all'interno della Provincia di Zanjan

## Elezioni
Durante le Elezioni parlamentari in Iran del 2012 vengono eletti Mohsen Alimardani e Mohammad Esmaeili.
Alle Elezioni parlamentari in Iran del 2016 vengono invece eletti Ali Waqfchi e Fereydun Ahmadi.